# Pertti Ukkola
Pertti Ukkola (n. 10 august 1950, Sodankylä, Lapin lääni, Finlanda) este un luptător ce a reprezentat Finlanda, medaliat olimpic. A participat la 3 ediții ale Jocurilor Olimpice (1972, 1976, 1980) în care a câștigat o medalie de aur.